# Ксенія Мстиславна
Ксенія Мстиславна — одна з дочок великого князя Київського Мстислава Великого, що жила в 1-й половині XII століття. Відома тільки за згадкою в літописах про те, що ізяславський князь Брячислав Давидович у 1127 році був зятем Мстислава Володимировича і швагром його сина Ізяслава.
Ім'я «Ксенія» в літописах не згадується, але серед дослідників усталилася думка про її ідентичність з похованою в Константинополь княгинею Ксенією, вдовою Брячислава. При цьому польський медієвіст Даріуш Домбровський вказує, що Ксенія могла бути дружиною одного з трьох інших руських князів на ім'я Брячислав. Крім того, це ім'я могло бути не хрестильним, а чернечим.

## Життєпис
Іпатіївський літопис у повідомленні про напад на Полоцьку землю коаліції, створеної великим князем Київським Мстиславом Володимировичем, називати ізяславського князя Брячислава його зятем і, одночасно, швагром Ізяслава Мстиславича, який очолював похід. Також інформація про цей похід міститься в деяких інших літописах — Лаврентіївській і Радзивіллівській. На підставі цієї звістки дослідники зробили висновок, що князь був одружений на одній з дочок Мстислава Володимировича. Цей напад датується серпнем 1127 року. Матір'ю цієї княжни була Христина Шведська — перша дружина Мстислава.
Польський медієвіст Даріуш Домбровський вважає, що дружина Брячислава найімовірніше народилася між 1105 і 1112 роками. На думку дослідника, вона повинна була бути молодшою Мальмфриди, Інгеборги і Всеволода, а також розлученої дружини волинського князя Ярослава Святополковича (якщо вона не була з нею однією особою, що також можливо). Хоча старшинство дружини Брячислава стосовно Ізяслава, Ростислава та Ірини встановити можливості немає, Домбровський вважає, що інші діти Мстислава і Христини, швидше за все, були молодші за неї. На думку дослідника, дружина Брячислава була шостою, сьомою або восьмою дитиною в сім'ї.
Домбровський вважає, що шлюб між дочкою Мстислава і Брячиславом міг бути укладений після 1119 року, коли помер Мінський князь Гліб Всеславич, після чого великий князь Київський Володимир Всеволодович Мономах почав активно втручатися у внутрішні справи Полоцької землі. На його думку, шлюб між онукою Мономаха і Брячиславом міг бути пов'язаний з бажанням великого князя таким чином посилити свій вплив у володіннях полоцьких Всеславичів. При цьому дослідник не виключає, що весілля могло відбутися вже після того як в 1125 році помер Володимир Всеволодович, що призвело до серйозних змін у відносинах між київськими і полоцькими князями.
Доля князя Брячислава Давидовича і його дружини після 1127 року невідома. Також невідомо, чи були у них діти.

## Ім'я
Серед дослідників усталилася думка, що дружина Брячислава Ізяславського є однією особою з давньоруською княгинею Ксенією, яка була похована в Константинополі не пізніше 1200 року. Про її існування відомо тільки з одного джерела — опису подорожі новгородського архієпископа Антонія до столиці Візантійської імперії. В описі міста в 1200 році вказується церква в якій була похована «блаженна княгиня Ксѣния Брачиславля» (тобто Ксенія, вдова Брячислава). Місце поховання традиційно ототожнюється з церквою Данила Стовпника, хоча існує думка Олександра Каждана, який вважав, що вона була похована в одній з македонських церков.
Зазначена княгиня могла бути дружиною одного з чотирьох відомих за літописами князів, що носили ім'я Брячислав. Крім Ізяславського князя Брячислава Давидовича це були полоцький князь Брячислав Ізяславич (помер в 1144), туровський князь Брячислав Святополкович (помер в 1127), а також Ізяславський (пізніше Вітебський) князь Брячислав Василькович (помер після 1181). У Брячислава Святополковича і Брячислава Васильковича дружини в джерелах не згадуються, але, як зазначає Даріуш Домбровський, в літописах повсюдно відсутня згадка про подружжя князів. Дослідник зазначає, що єдиним аргументом, який привів дослідників до висновку про тотожність Ксенії та дружини Брячислава Давидовича — вигнання Мстиславом Володимировичем полоцьких князів, серед яких міг бути й чоловік його дочки, до Візантії, після чого вона могла померти в Константинополі. При цьому Домбровський вказує, що ім'я Брячислава відсутнє серед вигнаних князів. Історик сумнівається, що Мстислав став би виганяти власного зятя і дочку. Однак він називає дві інші можливі причини, за якими дружина Брячислава могла опинитися у Візантії: вона могла здійснювати паломництво або приїхати в гості до сестри Ірини, яка вийшла заміж за візантійського імператора. При цьому Домбровський вказує, що причини відвідати Константинополь могли бути й у дружини Брячислава Святополковича, мати якого, за однією з версій, була візантійкою.
Даріуш Домбровський також зазначає, що якщо навіть ідентифікація Ксенії з дружиною Брячислава Давидовича вірна, неясно, чи було це ім'я хрестильним, або вона отримала його при постриженні в черниці.

### Першоджерела
- Ипатьевская летопись. — Издание третье. — Петроград, 1923. — (Полное собрание русских летописей, том второй, выпуск первый)
- Лаврентьевская летопись. — Издание второе. — Л., 1927. — (Полное собрание русских летописей, том первый, вып. 2: Суздальская летопись по Лаврентьевскому списку)
- Радзивиловская летопись. — Издание второе. — Л., 1989. — (Полное собрание русских летописей, том тридцать восьмой)

### Дослідження
- Войтович Л. В. Князівські династії Східної Європи (кінець IX — початок XVI ст.): склад, суспільна і політична роль. Історико-генеалогічне дослідження. — Львів : Інститут українознавства ім. І. Крип’якевича, 2000. — 649 с. — ISBN 966-02-1683-1.
- Данилевич В. Е. Очерк истории Полоцкой земли XIV века :  [рос.]. — Киев, 1896. — С. 79.
- Донской Д. Справочник по генеалогии Рюриковичей. Ч. 1 (середина IX — начало XIV века). — Ренн, 1991. — 368 с.
- Каждан А. П. Славяне в составе господствующего класса Византийской империи в XI-XII вв. // Славяне и Россия к 70-летию со дня рождения С. А. Никитина. — М. : Наука, 1972. — 20 серпня. — С. 33.
- Литвина А. Ф., Успенский Ф. Б. Выбор имени у русских князей в X–XVI вв.: Династическая история сквозь призму антропонимики. — Москва : Индрик, 2006. — 904 с. — ISBN 5-85759-339-5.
- Книга Паломник. Сказание мест святых во Цареграде Антония, архиепископа Новгородского в 1200 году / Под ред. Хр. М. Лопарева. — Санкт-Петербург : Имп. Православное Палестинское общество, 1899. — (Православный палестинский сборник ; Т. XVII. Вып. 3 (51)).